# Кот и мышь
«Кот и мышь» (другое название — «Кошки-мышки») — кинофильм.

## Сюжет
Инспектор Лёша́ (фр. Le Chat — кот) расследует убийство миллиардера. Круг подозреваемых велик: любовница миллиардера, его вдова, её любовник. Плюс инспектора постоянно пытаются соблазнить и вдова, и любовница. И всем есть, что скрывать.

## В ролях
- Мишель Морган — мадам Ришар[1]
- Серж Реджани — инспектор Леша
- Филипп Леотар — Пьер Шемен
- Жан-Пьер Омон — Жан-Пьер Ришар
- Валери Лагранж — Манюэль
- Мишель Пейрелон — Жермен
- Кристин Лоран — Кристин Леша
- Филипп Лабро — Анри Лакомб
- Жак Франсуа — префект
- Арлетт Эммери — Роза